# Henry Herbert (4e comte de Carnarvon)
Pour les articles homonymes, voir Henry Herbert et Herbert.
Henry Howard Molyneux Herbert (24 juin 1831 – 29 juin 1890), connu jusqu'en 1849 comme Lord Porchester, 4e comte de Carnarvon ensuite, est un homme politique britannique, chef du parti conservateur.

## Biographie
Il est deux fois secrétaire d’État aux colonies (1866-1867 et 1874-1878) et sert également comme Lord lieutenant d’Irlande (1885-1886).